# Lois Weaver
Lois Weaver (Roanoke, Virginia, 1949) es una activista, escritora, investigadora, directora y profesora de interpretación contemporánea en la Queen Mary University of London. En 2014, ganó la Beca Guggenheim y fue becaria del Hemispheric Institute of Performance and Politics; luego, de 2016 a 2019, fue becaria de Wellcome Trust en Engaging Science. Su trabajo se centra en el feminismo, los derechos humanos y la participación ciudadana. Es miembro fundador de importantes compañías de teatro de Nueva York: Spiderwoman (1975), Split Britches (1980) y WOW (Women's One World Cafe) (1980). En 1992, se convirtió en directora artística de Gay Sweatshop Theatre Company de Londres. Trabaja y es pareja de la también artista, Peggy Shaw.

## Trayectoria
De niña comenzó a actuar en la Iglesia Bautista del Sur de Mount Pleasant. Se graduó en teatro y educación de la universidad de mujeres Radford College (más tarde Universidad de Radford) en 1972. Después, comenzó a involucrarse en el activismo contra la guerra de Vietnam y se mudó a Baltimore para trabajar en un centro de paz y justicia, allí también, trabajó con el Baltimore Free Theatre y estuvo expuesta a una variedad de prácticas teatrales experimentales. A mediados de la década de 1970, se mudó a Nueva York, donde trabajó en un mercado de pescado y en educación especial en escuelas públicas mientras seguía una carrera como actriz.
La práctica de teatro y actuación de Weaver abarca el trabajo colaborativo y en solitario. En 1974 conoció a Muriel Miguel, quien había trabajado con Open Theatre, en el Theater for the New City. En 1975, junto a Miguel, Lisa Mayo y Gloria Miguel, cofundó la compañía de teatro feminista Spiderwoman Theatre, cuyos miembros se enfocaron en usar sus propias historias para abordar los roles de género, las realidades económicas y la violencia en la vida de las mujeres. Weaver ayudó a desarrollar el enfoque característico de Spiderwoman para la creación de espectáculos al que llamaron "tejido de historias", combinando técnicas de improvisación del Open Theatre, las lecciones de la diosa Hopi de la creación sobre tejido, movimiento e historias personales. Mientras estaba de gira con Spiderwoman en Europa, conoció en Ámsterdam a Peggy Shaw, quien estaba de gira con Hot Peaches y se convirtieron en pareja.
En 1980, Weaver, Shaw y Deb Margolin, fundaron Split Britches, una compañía galardonada que utiliza la teatralidad para crear obras centradas en las identidades lesbiana y queer. Weaver ha mantenido productivas relaciones de colaboración con los artistas de teatro y performance Holly Hughes, Bloolips fundado por Bette Bourne, Curious, y Stacy Makishi.
Su trabajo es conocido por su uso imaginativo del texto y la imagen, que se yuxtaponen tanto para fines serios como cómicos. Mezcla realidad y ficción para crear formas ambiguas de autobiografía.

## Obra

### Compromiso público
La práctica de Weaver se centra en la participación pública y la actuación como medio para el diálogo público. Recibió una beca científica participativa de Wellcome Trust para continuar con este trabajo en 2016. Forma parte de una tendencia más amplia del uso del performance para el compromiso social y creó el sitio web split-britches.com.

#### Actuación
A través de su trabajo interpretativo en solitario y cómo directora artística de Split Britches, incorpora la participación pública como método de creación y actuación. Los métodos dialógicos se incorporan al proceso de creación, a través de extensos talleres y conversaciones con grupos objetivo. Actuaciones como la de su espectáculo propio, What Tammy Needs to Know About Getting Old and Having Sex, y la realizada con Split Britches, Unexploded Ordnances (UXO), involucran la participación de la audiencia como un componente integral. Más tarde, se centró en los ancianos y los problemas relacionados con la edad.

#### Curaduría
El trabajo curatorial de Weaver se centra en la práctica feminista y las alternativas no jerárquicas a las estructuras sociales existentes. Este trabajo incluye mayores oportunidades para artistas emergentes y grupos subrepresentados en las artes, y ha resultado en proyectos como AiR Project y Peopling the Palace Festival en la Queen Mary University of London.

#### Diseño Social
Su trabajo de diseño social se encuentra en el proyecto Public Address Systems, que crea espacios hospitalarios para una conversación abierta. Este proyecto tiene tres aspectos, Actuación, Lugar y Cotidiano, y tiene muchas formas que incluyen la Mesa Larga, el Sentarse en el Porche, el Café del Cuidado, el Terrorismo Doméstico, la Mesa de Juego, la Biblioteca de Derechos de Interpretación, FeMUSEum, la Sala del Manifiesto, Interpretando el Problema, Interpretando la Persona y Interpretando como Metodología. Toda la práctica de participación pública de Weaver se considera de código abierto y los protocolos se publican en el sitio web de Public Address Systems.
Además, ha desarrollado varios proyectos como relacionados con la democratización de la tecnología y los derechos humanos. De 2001 a 2005, fue miembro de Staging Human Rights, un proyecto que utilizó el performance para explorar los derechos humanos en las cárceles de mujeres en Brasil y el Reino Unido. Como investigadora principal del proyecto Democratising Technology, utilizó técnicas de actuación para iniciar conversaciones sobre el diseño tecnológico. También colabora con la empresa Curious en proyectos como: On The Scent, una investigación sobre la relación entre el olor y la memoria, y Lost and Found, un retrato humano de la regeneración urbana.

### Filmografía
- 1987 - She Must Be Seeing Things, en el papel de Jo.[29]

### Narrativa
- 2015 - The Only Way Home is Through the Show: Performance Work of Lois Weaver. ISBN  9781783205349.[30]